# 苗栗縣立新港國民中小學
苗栗縣立新港國民中小學（簡稱新港國中小）為臺灣苗栗縣後龍鎮的一所國民中學及國民小學，附設有幼稚園。

## 歷史
1946年12月，設立「後龍國民學校新港分校」。
1947年，正式成立「新港國小」，為道卡斯族新港社內唯一的學校，首任校長劉順清亦為道卡斯族。
1968年，配合臺灣九年國民義務教育的實施，更名為「苗栗縣後龍鎮新港國民小學」。
2010年6月，增設附設幼稚園。
2014年8月1日，「苗栗縣後龍鎮新港國民小學」、「後龍鎮富田國民小學」、「造橋鄉豐湖國民小學」整併並升格為「苗栗縣立新港國民中小學」，另兩校於同日廢校。
2014年12月20日，遷入位於苗栗高鐵特定區內的新校區，舊校區改為「苗栗縣國民教育輔導團」。

## 姊妹校
- 日本：沖繩尚學高等學校及附屬中學校[3]
- 日本：沖繩國際學校（Okinawa International School）

## 外部連結
- 苗栗縣立新港國民中小學官網
- 苗栗縣立新港國民中小學的Facebook專頁